# Okanagon
Okanagon (Okanagan, Okinagan, Okanogan, Oakinacken, Isonkuaíli), pleme i grupa plemena američkih Indijanaca porodice Salishan s juga kanadske provincije Britanska Kolumbija, i susjednog dijela Washingtona, gdje su poznati kao Southern Okanagon ili Sinkaietk.

## Ime
Naziv Okanagon i slične varijante, domorodački je termin nastao od Okana'qen, Okanaqe'nix, ili Okina'qen, prema nekom, vjerojatno glavnom Okakagon selu blizu Okanogan Fallsa na ušću Similkameen Rivera. Susjedna plemena poznaju ih pod različitim nazivima. Kutenai su ih nazivali  'Akênuq'la'lam'  ili  'KokEnu'k'ke' , kako navodi Chamberlain (1892), dok Boas (1911) spominje također Kutenai naziv  'Kank.'utla'atlam' , u značenju "flatheads". Ovome je izgleda srodan i naziv  'KEnake'n' , koji za njih imaju Tobacco Plains Indijanci. Ostali nazivi bili su:  'OtcEnake , ili  'OtcEna.qai'n' , ili   'UtcEna'.qai'n' ,  nazivi od raznih Salishan plemena;  'Soo-wan'-a-mooh' , Indijanci Shuswap;  '.SoqEnaqai'mEx' , Indijanci Columbia;  'WEtc.naqei'n'  (Skitswish); i  'Tcutzwa'ut' ,  'Tcitxûa'ut' , Tsawa'nEmux, ili  'OkEna.qai'n' , kod Ntlakyapamuka. Isonkuaíli, je njihovo vlastito ime sa sebe u značenju "our people."

## Povijest i Etnografija
Grupa plemena poznata kao Okanagon i drugim sličnim varijantama u ranom 19. stoljeću prostire se od zapadne obale rijeke Okanogan do kanadske granice u Washingtonu (Southern Okanagon), i susjednoj Kanadi na obali jezera Okanagan i od doline Similkameen na jug do zapadne strane Okanagan Rivera (rijeka Okanogan u Kanadi se zove Okanagan). 
Zimi Okanagoni žive u polupodzemnim nastambama a ljeti u kolibama od hasura ili kore. bavili su se ribolovom, lovom i sakupljanjem bobica. Ratova sa SAD.-om nisu imali a danas žive na rezervatima u SAD.-u (rezervat Colville s Colville Indijancima) i Kanadi. 
Sjeverni kanadski Okanagon Indijanci danas se satoje od 7 bandi koje čine Okanagan Nation, to su, viz: Lower Similkameen Indian Band, Upper Similkameen Indian Band, Osoyoos Indian Band (prije Nkamip), Penticton Indian Band, Westbank First Nation, Upper Nicola Indian Band (voi su po svoj prilici porijeklom od Stuwihamuk Indijanaca) i Okanagan Indian Band.
Tradicionalne bande
Swanton navodi sljedeće bande i njihova sela:
A) Similkameen, sastoje se od 3 bande
- Upper Similkameen:
  - Ntkaihelok (Ntkai'xelôx), nedaleko Princetona, sjeverna strana rijeke Similkameen.
  - Snazaist (Snäzäi'st), sjeverna obala rijeke Similkameen.
  - Tcutcuwiha (Tcutcuwî'xa) ili Tcutcawiha (Tcutcawi'xa), sjeverna strana Similkameena.

- Ashnola:
  - Ashnola (Acnu'lôx), južna obala Similkameena River, kod ušća Ashnola Creeka.
  - Nsrepus (Nsre'pus) ili Skanek, .sa'nEx, blizu Ashnole, ali na sjevernoj strani Similkameen Rivera.

- Lower Similkameen:
  - KekerEmyeaus (KekerEmye'aus), Similkameen.
  - Keremyeus (KerEmye'us), sjeverna obala Similkameen Rivera, blizu Keremeosa.
  - Nkura-elok (Nkurae'lôx), južna obala Similkameen Rivera.
  - Ntleuktan (Ntleuxta'n), južna strana Similkameen River, nasuprot Skemkaina.
  - Skemkain (Skemquai'n), nedaleko sela Nkuraelok.
  - Smelalok (Smela'lox), južna obala Similkameen River.

Sela Similkameen Indijanaca u Washingtonu: village sites in Washington: Hepulok (Xe'pulôx);  Konkonetp (Ko'nkonetp), blizu ušća Similkameen Rivera; Kwahalos (Kwaxalo's); Naslitok (Na.sli'tok); Skwa'nnt; Tsakeiskenemuk (Tsakei'sxEnEmux); Tseltsalo's.
B) Okanagan vlastiti sastoje se od 4 bande ,to su:
- Douglas Lake Band:
  - Kathlemik (Ka.'lEmix), ušče Upper Nicola Rivera, blizu Nicola Lake.
  - Komkonatko (Komkona'tko) ili Komkenatk (KomkEna'tkk), na Fish Lake na Upper Nicola River.
  - Kwiltcana (Kwiltca'na) ušće Quilchene Creeka.
  - Spahamen (Spa'xamEn) ili Spahamen (Spa'xEmEn), na Douglas Lake.

- Komaplix ili Head of the Lake Band:
  - Nkamapeleks (Nkama'pElEks) ili Nkomapeleks (Nkoma'pElEks), na Okanagan Lake, oko 8 milja sjeverno od Vernona.
  - Nkekemapeleks (Nkekema'pElEks), na Long Lake, nešto više od milje od Vernona.
  - Nkokosten (Nxok.o'stEn), blizu Kelowna.
  - Skelaunna (SkEla'un.na), današnja Kelowna.
  - Sntlemukten (SntlEmuxte'n), (Black Town), nešto sjevernije od Okanagan Lake.
  - Stekatelkeneut (Stekatelxene'ut), na Long Lake, nasuprot sela Tselotsus.
  - Tseketku (Tse'kEtku), sjevernije od Black Town.
  - Tselotsus (TsElo'tsus), na Long Lake.
  - Tskelhokem (TsxElho'qEm), uz Long Lake, oko 19 milja južno od Vernona.

- Penticton:
  - Penticton (Penti'ktEn), blizu Okanagan Lake.
  - Stekatkothlkneut (StEkatkolxne'ut) ili Stekatethlkeneut (StEkatElxEne'ut), Long Lake.

- Nkamip:
  - Nkamip (Nkami'p), na istočnoj strani Osoyoos Lake.
  - Sci'yus, blizu Haynesa.
  - Skohenetk (Sxoxene'tkuu), na Dog Lake.

Teit je 1900 ovim selima dodao i Zutsemin, Kedlamik, Komkonatko i Ntlkius.

## Populacija
Ranu populaciju Mooney (1928.) procjenjuje na preko 2200 (1780.). Shetlandski Škot i etnograf James Alexander Teit (1864. – 1922.) je (1900.) svakako realniji i navodi da ih ima između 2500 i 3000. kasniji popisi su precizniji: 1516 (1905.), od čega 824 u Kanadi i 692 u SAD-u. Godine 2004. (prema Indian Life Online) ima ih 688 u Britanskoj Kolumbiji.

## Vanjske poveznice
- Okanogan  Arhivirana inačica izvorne stranice od 15. studenoga 2012. (Wayback Machine)
- Okanagon, Swanton